# Caveola
La caveola (da cui prende il nome la famiglia di proteine che la origina, le caveoline) è un microdominio presente nelle membrane biologiche caratterizzato da una peculiare composizione lipidica. In particolare questa regione è ricca in colesterolo e sfingolipidi.
Rappresenta frazioni di membrana importanti nella generazione e modulazione dei segnali intracellulari. 
La caratterizzazione delle caveole avviene mediante anticorpi specifici, come quelli diretti contro caveolina-1, tipico marcatore di queste ultrastrutture.
La caveola permette l'attraversamento delle membrane capillari a molecole specifiche (anticorpi, fattori del complemento, fattori della coagulazione del sangue) che non sono in grado di attraversarle in altro modo (ad esempio per filtrazione o diffusione).